# Schiffall
Der Schiffall (in der ÖK Schifffall) ist ein 1221 m ü. A. hoher Gipfel im Grazer Bergland in der Steiermark. Er erhebt sich zusammen mit dem benachbarten Kreuzkogel über dem Mittleren Murtal nördlich von Frohnleiten.

## Lage und Geologie
Der Doppelgipfel liegt am rechten Murufer auf der Gemeindegrenze zwischen Pernegg im Norden und Frohnleiten im Süden. Während der Schiffall von einem bewaldeten Gipfelplateau beherrscht wird, bildet der 400 Meter nordöstlich gelegene Kreuzkogel (1181 m) im Gipfelbereich einen felsigen Grat aus. Der geologische Aufbau besteht aus den lokal auftretenden Hochlantschkalk und Größkogel-Kalk und gleicht jenem des Röthelstein. Aufgrund der Wasserdurchlässigkeit des Karbonatgesteins konnte sich die Mur in den einst zusammenhängenden Kalkblock einschneiden und die beiden Gebirgsstöcke voneinander trennen. Im Nordwesten schließen die kristallinen Glimmerschiefer des Steirischen Randgebirges an.

## Etymologie
Das früheste Schriftzeugnis ist von etwa 1490 und lautet „Podschibalun“. Der Name geht auf slowenisch počivalo (Raststätte des Viehs beim Almauftrieb) zurück. Die erste Silbe pod wurde apokopiert. Der Flurname ging auf den Gipfel über.

## Aufstieg
Schiffall und Kreuzkogel lassen sich sowohl von Mixnitz (447 m) als auch von Laufnitzdorf (440 m) aus besteigen. Die Aufstiegswege sind stellenweise steil, aber nicht schwierig. Lediglich das letzte Stück zum Kreuzkogel (Grat) sowie der Übergang zwischen den beiden Gipfeln erfordern Trittsicherheit. Von den genannten Orten ist mit jeweils 2 bis 2 ½ Stunden Aufstiegszeit zu rechnen.